# Erebia majellana
Erebia majellana är en fjärilsart som beskrevs av Hans Fruhstorfer 1909. Erebia majellana ingår i släktet Erebia och familjen praktfjärilar. Inga underarter finns listade i Catalogue of Life.